# فرانسیس پونژ
فرانسیس (ژان گاستون آلفرد) پونژ (به فرانسوی: Francis Ponge) شاعر قرن بیستم میلادی اهل فرانسه است. کارهای او به خاطر نگاه نو به اشیای زندگی روزمرّه، مادّیّت زبان و بازنویسی‌های مکرّر و دقیقشان مثال‌زدنی‌اند.